# باشگاه فوتبال ترویزو ۱۹۹۳
باشگاه فوتبال ترویزو ۱۹۹۳ (انگلیسی: Treviso FBC 1993) یک باشگاه فوتبال مستقر در ترویزو، ایتالیا است که در حال حاضر در سری سی، سومین سطح لیگ فوتبال در این کشور به فعالیت می‌پردازد.
آن‌ها بازی‌های خانگی خود را در ورزشگاه اوموبونو تنی، مستقر در شهر انجام می‌دهند که به اندازه ۱۰۰۰۰ صندلی گنجایش پذیرش تماشاگر دارد.
متن زیر به فارسی رسمی ترجمه شده است:

## تاریخچه

### تأسیس و سال‌های اولیه
این باشگاه در سال ۱۹۰۹ به عنوان باشگاه فوتبال ترِویزو تأسیس شد و هرگز در بالاترین سطح فوتبال ایتالیا بازی نکرد و همیشه در دسته‌های پایین‌تر ملی، از سری بی تا سری دی، شرکت داشت. بهترین نتیجه آن‌ها مقام ششم در جدول سری بی در فصل ۱۹۵۰–۵۱ تحت هدایت سرمربی نرئو روکو بود. در سال ۱۹۹۳، این باشگاه به دلیل مشکلات مالی تعطیل شد.

### دهه ۱۹۹۰ و ۲۰۰۰: از آماتور تا سری آ
در تابستان ۱۹۹۳، به عنوان یک باشگاه جدید در سری دی پذیرفته شد و نامش به باشگاه فوتبال ترویزو ۱۹۹۳ تغییر کرد. این باشگاه در دوره‌ای چشمگیر از سه صعود متوالی از ۱۹۹۴ تا ۱۹۹۷ تحت سرمربیگری جوزپه پیلون قرار گرفت که ترِویزو را به سری بی رساند، در حالی‌که بیش از ۴۰ سال از آخرین حضورش در سری بی ایتالیا گذشته بود. ترِویزو در سال ۲۰۰۱ به سری C1 سقوط کرد، اما در سال ۲۰۰۳ به سری بی‌بازگشت. در سال ۲۰۰۵، پیلون دوباره به ترِویزو بازگشت و تیم مقام پنجم را کسب کرد و به پلی‌آف صعود راه یافت اما به باشگاه فوتبال پروجا باخت. با این حال، در اوت ۲۰۰۵، پس از اینکه باشگاه فوتبال جنوا و باشگاه فوتبال تورینو به ترتیب به دلیل تقلب و مشکلات مالی از سری آ سقوط کردند، ترِویزو و باشگاه فوتبال آسکولی به‌طور داوطلبانه به سری آ صعود کردند.
در فصل ۲۰۰۶–۲۰۰۵، ترِویزو برای اولین بار و تا کنون تنها بار، در سری آ ایتالیا بازی کرد. این تیم تحت سرمربیگری اتزیو روسی قرار داشت و سپس آلبرتو کاوازین به‌عنوان سرمربی جایگزین او شد. تیم ابتدا مجبور بود که بازی‌های خانگی سری آ خود را به دلیل ناکافی بودن استادیوم خانگی آن‌ها که به دلیل مسائل امنیتی و ظرفیت توسط فدراسیون فوتبال ایتالیا نامناسب تلقی شده بود، در استادیو اوگانیو در شهر نزدیک ترویزو، پادووا برگزار کند. با این حال، یک معافیت قانونی ویژه توسط پارلمان ایتالیا برای اجازه به ترِویزو برای بازی در زمین خانگی خود تأیید شد.
مدت زمان حضور ترِویزو در سری آ کوتاه بود. این تیم در طول فصل ۲۰۰۵–۰۶ در پایین‌ترین جایگاه قرار داشت و در نهایت به دلیل شکست ۳–۱ در برابر باشگاه فوتبال مسینا در تاریخ ۹ آوریل ۲۰۰۶ به سری بی سقوط کرد. در حالی که در ابتدا به نظر می‌رسید که ترِویزو با وجود قرار گرفتن در مقام بیستم از سقوط اجتناب خواهد کرد، اما مجازات‌های باشگاه فوتبال لاتزیو و باشگاه فوتبال فیورنتینا توسط دادگاه تجدید نظر ایتالیا کاهش یافت و آن تیم‌ها در سری آ باقی ماندند و در نهایت ترویزو در تاریخ ۲۵ ژوئیه ۲۰۰۶ به سری بی سقوط کرد. با بازگشت به سری بی، ترِویزو با مشکلات مالی مواجه شد و در فصل ۲۰۰۶–۰۷ زیان خالص ۴٫۱۷ میلیون یورو را ثبت کرد. این باشگاه بیش از ۷٫۵ میلیون یورو سرمایه‌گذاری مجدد کرده بود، اما نتیجه خالص هنوز هم ۱٫۳۲ میلیون یورو بود، با برخی سودهای فروش نظیر دینو فاوا (که با همان قیمت، ۹۰۰۰۰۰ یورو به ترِویزو بازگشت) و مسیما کوده (در یک معامله نقدی و بازیکن)، همچنین فروش محصولات جوانان مانند یاکپو فورتوناتو و ریکاردو بوکالون به قیمت ۹۰۰۰۰۰ یورو هرکدام در یک معامله نقدی و بازیکن (حقوق باقی‌مانده ۵۰٪ از الکس کورداز و دانیل ما بوومسون (مجموع ۱٫۰۵ میلیون یورو) این تراز منفی حاصل شده‌بود. ناهنجاری‌های مالی نیز باعث شد که فدراسیون فوتبال ایتالیا ترِویزو را ۴ امتیاز جریمه کند، اما ۳ امتیاز آن توسط CONI بازگشت داده شد. علاوه بر این، ستاره در حال ظهور لئوناردو بونوچی در ژانویه ۲۰۰۹ ترِویزو را ترک کرد و باشگاه از ابتدای فصل ۲۰۰۸–۰۹ فاقد بودجه برای تقویت تیم بود. تنها معامله‌ای که از فروش نقدی دریافت کرد، السیو سستو (۵۰٪ به قیمت ۴۰۰۰۰۰ یورو) بود.
این باشگاه در تابستان ۲۰۰۹ ورشکسته شد، سپس در همان سال از سری بی سقوط کرد.

### بازسازی ۲۰۰۹
یک باشگاه جدید به نام ترویزو ۲۰۰۹ به عنوان باشگاه جانشین تأسیس شد و در تابستان ۲۰۰۹ به اچلنتسا ونتو که در آن زمان ششمین سطح فوتبال ایتالیا بود، پذیرفته شد.
در فصل ۲۰۱۰–۱۱، ترِویزو از گروه سی سری دی به لیگا پرو دوم صعود کرد و به باشگاه فوتبال ترِویزو تغییر نام داد. در فصل بعدی به لیگا پرو اول صعود کرد. در فصل ۲۰۱۲–۱۳، این باشگاه به لیگا پرو دوم سقوط کرد و سپس دوباره منحل گردید.
این باشگاه در تابستان ۲۰۱۳ به‌طور موفقیت‌آمیز به عنوان باشگاه ورزشی ترویزو دوباره تأسیس شد و از پروموزیونه شروع به کار کرد.
این باشگاه پس از فصل ۲۰۱۳–۱۴ به اچلنتسا صعود کرد و پلی‌آف صعود را برنده شد.
در سال ۲۰۲۱، این باشگاه نام خود را به باشگاه فوتبال ترویزو ۱۹۹۳ تغییر داد و به اچلنتسا صعود کرد. پس از اینکه در پلی‌آف به دلیل شکست در برابر مونتکیو مگیوره در ضربات پنالتی نتوانستند به سری دی صعود کنند، آن‌ها در گروه بی از اچلنتسا ونتو در فصل ۲۰۲۲–۲۳ اول شدند و پس از ۱۰ سال غیبت در یک لیگ ملی به سطح چهارم فوتبال ایتالیا بازگشتند. آن‌ها با کالوی نواله، پورتومانزو و گودگیسه در یک رقابت طولانی برای صعود مواجه بودند و پیروزی قطعی در روز پایانی در استادیو اوموبونو تننی در دربی مقابل جورجیونه به دست آمد که با نتیجه ۲–۰ به پایان رسید.